# Marcin Kowalczyk (inżynier)
Marcin Kowalczyk – polski inżynier, doktor habilitowany nauk technicznych, specjalizujący się w optotelekomunikacji oraz inżynierii baz danych. Adiunkt na Wydziale Elektroniki i Technik Informacyjnych Politechniki Warszawskiej.
Absolwent Technikum Elektroniczno-Informatycznego w Zespole Szkół Mechanicznych w Busku-Zdroju w 2001. Studia magisterskie z telekomunikacji ukończył w 2007 na Wydziale Elektrotechniki, Automatyki i Informatyki Politechniki Świętokrzyskiej. Stopień doktorski uzyskał w 2010 na Wydziale Elektroniki i Technik Informacyjnych Politechniki Warszawskiej na podstawie pracy zatytułowanej Transmisja poza pasmem podstawowym w światłowodzie wielomodowym, przygotowanej pod kierunkiem Jerzego Siuzdaka, a w 2019 habilitował się, pisząc monografię pt. Zastosowania techniki MIMO w optycznych systemach transmisji krótkiego zasięgu. W swojej działalności naukowej skupił się na zagadnieniach związanych z systemami transmisji optycznej krótkiego zasięgu, realizującymi zarówno transmisję przewodową z wykorzystaniem światłowodów wielomodowych, jak i bezprzewodową. Prowadzi także badania nad zastosowaniem techniki MIMO w optotelekomunikacji. Publikował prace w czasopismach, takich jak „IEEE Photonics Technology Letters”, „Microwave & Optical Technology Letters”, „Journal of Optical Communications and Networking”, „Opto-Electronics Review” czy „Optica Applicata”.